# Mira Heimrich
Mira Heimrich (* 23. Oktober 1995 in Amselfing) ist eine deutsche Volleyballspielerin.

## Karriere
Heimrich interessierte sich zunächst für Reiten, bevor sie im Alter von zwölf Jahren zum Volleyball kam. Sie begann ihre Karriere bei NawaRo Straubing. Von 2013 bis 2015 spielte die Mittelblockerin mit dem Verein in der Zweiten Bundesliga Süd, bevor der Aufstieg in die Bundesliga gelang. In der Saison 2015/16 stieg Straubing jedoch direkt wieder ab. Nach einer weiteren Saison in der Zweiten Liga wechselte Heimrich 2017 zum Bundesligisten Rote Raben Vilsbiburg.